# Albondón
Albondón és un municipi andalús situat en la part nororiental de la Costa Granadina (província de Granada), en el sud-est d'Espanya. Limita amb els municipis de Cástaras, Lobras, Murtas, Albuñol, Sorvilán i Torvizcón. L'ajuntament està format pels nuclis de Albondón o massos de: Los Cózares, Los Gálvez, La Loma del Aire, Los Morenos, Los Santiagos, Los Vargas, Los Antequeras i La Venta del Tarugo.

## Demografia
| 1930 | 1940 | 1950 | 1960 | 1970 | 1981 | 1991 | 2001 | 2005 | 2006 |
| ---- | ---- | ---- | ---- | ---- | ---- | ---- | ---- | ---- | ---- |
| 2879 | 2895 | 2788 | 2595 | 2064 | 1745 | 1358 | 1027 | 929  | 914  |